# Брюллов, Павел Александрович
Па́вел Алекса́ндрович Брюлло́в (29 августа [10 сентября] 1840, Павловск, Санкт-Петербургская губерния — 16 [29] декабря 1914, Павловск, Петроградская губерния) — русский живописец-пейзажист из семьи Брюлловых, последователь «демократического реализма», заметная фигура среди петербургских художников времён «великих реформ» и «контрреформ», музейный работник. Действительный член Императорской Академии художеств (с 1893), член Товарищества передвижников (с 1874; экспонент с 1872), хранитель художественного отдела Русского музея Императора Александра III.

## Биография
Старший из двух выживших сыновей в семье профессора архитектуры Императорской Академии художеств Александра Брюллова и баронессы Александры Александровны фон Раль.
Окончил физико-математический факультет Санкт-Петербургского университета (1863) со степенью кандидата.
C 1861 года по 1864 год посещал классы архитектурного отделения Императорской Академии художеств К. А. Тона, А. И. Штакеншнейдера, А. П. Брюллова, Д. И. Гримма и А. И. Резанова в качестве своекоштного.
Во время учёбы в Академии был награждён двумя малыми и тремя большими серебряными медалями «За успех в рисовании». В 1864 году выпущен из Академии с присвоением звания классного художника 3-й степени по архитектуре.
По окончании Академии уехал за границу; жил в Италии, Франции, Англии. В Париже посещал класс Леона Бонна в Школе изящных искусств.
В 1870 году за картину «После работы», выставленную на Академической выставке был награждён большой поощрительной медалью Академии художеств.
С 1872 по 1914 год — экспонент Товарищества передвижных художественных выставок; с 1874 года — член Товарищества, впоследствии избран казначеем и членом Правления Товарищества.
В 1893 году получил звание действительного члена преобразованной Академии художеств, с 1904 года — член Совета Академии. С 1897 по 1912 год хранитель художественного отдела Русского музея Императора Александра III.
|                                                 | Художники говорили о Брюллове, что он хороший математик, окончил университет и слушал лекции по математике в Англии. Математики уверяли, что он музыкант, кончивший консерваторию, а музыканты возвращали его снова в лоно художников. Уж очень одаренной была его натура, и казалось, что ему ничего не стоило изучить все три специальности. И действительно, он писал картины, обнаруживал большие знания в математике и играл на виолончели и рояле. |
| Я. Д. Минченков, «Воспоминания о передвижниках» | |

Первым браком был женат на писательнице Софье Константиновне Кавелиной, вторым — на Маргарите Григорьевне Лихониной (1861—29.03.1884), умерла скоропостижно от чахотки в Риме, похоронена там же на кладбище Тестаччо.

## Картины
- «Пейзаж с рекой» (1900)[12]
- «Весна» (1875) холст, масло[13]
- «Веранда. Алжир» (1882) доска, масло[13]
- «Дорога к морю. Алжир» (1883) холст, масло[13]
- «Купальня» (1902) картон, масло[14]
- «Лес» (ранее 1914) картон, масло[14]